# Yūsuke Suzuki
Yusuke Suzuki (em japonês:  鈴木 雄介; Nomi, 2 de janeiro de 1988) é um atleta japonês especialista na marcha atlética, ex-recordista mundial da marcha de 20 km e campeão mundial da marcha de 50 km.
Medalha de bronze no Campeonato Mundial Júnior de Atletismo de 2006 em Pequim, começou a competir no adulto no ano seguinte, chegando em quarto lugar na Universíade. Foi campeão asiático em 2010 com uma melhor marca pessoal de 1:20:06 e ficou em oitavo lugar no Campeonato Mundial de Atletismo de 2011 em Daegu, Coreia do Sul.
Depois de participação sem brilho em Londres 2012, quebrou por suas vezes o recorde nacional japonês em 2013, o último deles em Nomi, conquistando o título asiático em 1:18:34. Em 15 de março de 2015, também em Nomi, sua cidade natal, quebrou o recorde mundial dos 20 km com o tempo de 1:16:36. Seu recorde durou dez anos, sendo quebrado por seu compatriota Toshikazu Yamanishi em fevereiro de 2025 – 1:16:10.
Depois da conquista, sua primeira competição internacional global foi no Campeonato Mundial de Atletismo de Pequim 2015, onde era o favorito, mas abandonou a prova sem completá-la.
Em abril de 2019, ele marcou o novo recorde japonês para a marcha dos 50 km em Wajima, Japão, e nessa distância sagrou-se campeão mundial em setembro, em Doha, no Qatar.